# كلية الاقتصاد والعلوم السياسية (جامعة طرابلس)
كلية الاقتصاد والعلوم السياسية بطرابلس هي إحدى كليات جامعة طرابلس، بدأت الدراسة في الكلية في عام 1981م تحت اسم قسم الاقتصاد، ثم أعيدت تسميتها رسمياً لتصبح كلية الاقتصاد والعلوم السياسية في عام 1991م.

## الخطة الدراسية والأقسام
نظام الدراسة في الكلية يمتد على مدى 8 فصول دراسية لأي قسم من الأقسام والتي عددها 9 , يدرس خلالها الطالب الملتحق عدد من الوحدات الدراسية تتوزع بين وحدات عامة ووحدات الزامية ووحدات اختيارية بالإضافة الى مشروع التخرج في مجال تخصصه و درجة البكالريوس في التخصص هي المؤهل العلمي الذي يتحصل عليه الطالب.
1. قسم الاقتصاد[2]
2. قسم المحاسبة  يعتبر من أكبر الأقسام في الكلية و بدأت الدراسة في القسم في العام الدراسي 1991/1992  بعد منح أذن المزاولة عام 1991[3]
3. قسم إدارة الأعمال
4. قسم التمويل والمصارف : تأسس خلال فصل خريف عام 2000
5. قسم التخطيط المالي: يعتبر من أحدث التخصصات في الكلية حيث تأسس عام 2004
6. قسم المواد العامة
7. قسم التجارة الالكترونية وتحليل البيانات: والذي تأسس عام 2000
8. قسم الإحصاء والاقتصاد القياسي
9. قسم العلوم السياسية[4]
10. كلية الاقتصاد فرع قصر بن غشير : فرع أخرتابع للكلية يوجد في منطقة قصر بن غشير في طرابلس

## برامج الكلية الأخرى
تضم الكلية عدداً من برامج الماجستير إدارة أعمال، محاسبة، الاقتصاد، العلوم السياسية، التجارة الالكترونية وتحليل البيانات.